# Comostolopsis viridellaria
Comostolopsis viridellaria là một loài bướm đêm trong họ Geometridae.